# CVS Health
CVS Health Corporation (tidligere CVS Corporation og CVS Caremark Corporation) er en amerikansk sundheds-koncern. Koncernen ejer detailhandelskæden CVS Pharmacy, pharmacy benefits manageren CVS Caremark, sundhedsforsikringsselskabet Aetna og flere andre datterselskaber. Hovedkvarteret er i Woonsocket, Rhode Island. I 2021 var der 295.000 ansatte og en omsætning på 292 mia. US$.
Consumer Value Stores (CVS) blev etableret i 1963 af tre partnere: Brødrene Stanley og Sidney Goldstein og Ralph Hoagland. De drev virksomheden igennem moderselskabet Mark Steven, Inc., og de fik gang i salget af deres skønheds- og sundhedsprodukter.